# Max Walscheid
Max Walscheid é um ciclista alemão nascido em Neuwied, a 13 de junho de 1993. É um ciclista profissional membro da equipa Team Sunweb.

## Palmarés
2014
- 2 etapas do Tour de Berlim

2015
- Kernen Omloop Echt-Susteren
- 1 etapa do Tour de Berlim

2016
- 2º no Campeonato da Alemanha em Estrada
- 5 etapas do Tour de Hainan

2017
- 1 etapa da Volta a Dinamarca[1]

2018
- 1 etapa do Tour de Yorkshire[2]
- 3º no Campeonato da Alemanha em Estrada
- Giro de Münsterland

## Resultados nas Grandes Voltas
| Carreira        | 2012 | 2013 | 2014 | 2015 | 2016 | 2017 | 2018 | 2019 | 2020 | 2021 |
| --------------- | ---- | ---- | ---- | ---- | ---- | ---- | ---- | ---- | ---- | ---- |
| Giro d'Italia   | -    | -    | -    | -    | -    | -    | -    | -    | -    | 124º |
| Tour de France  | -    | -    | -    | -    | -    | -    | -    | -    | 134º | 121º |
| Volta a Espanha | -    | -    | -    | -    | -    | -    | 156º | 137º | -    | -    |

-: não participa 

Ab.: abandono 